# Thriller medyczny
Thriller medyczny – rodzaj utworu sensacyjnego, powieści lub filmu będący odmianą dreszczowca. Jego głównymi cechami są środowisko okołomedyczne, w którym dzieje się akcja, poruszanie zagadnień związanych z zagrożeniem ze strony rozwoju biotechnologii, biologii medycznej i inżynierii genetycznej oraz uwikłanie w zbrodnię przedstawicieli środowiska medycznego.

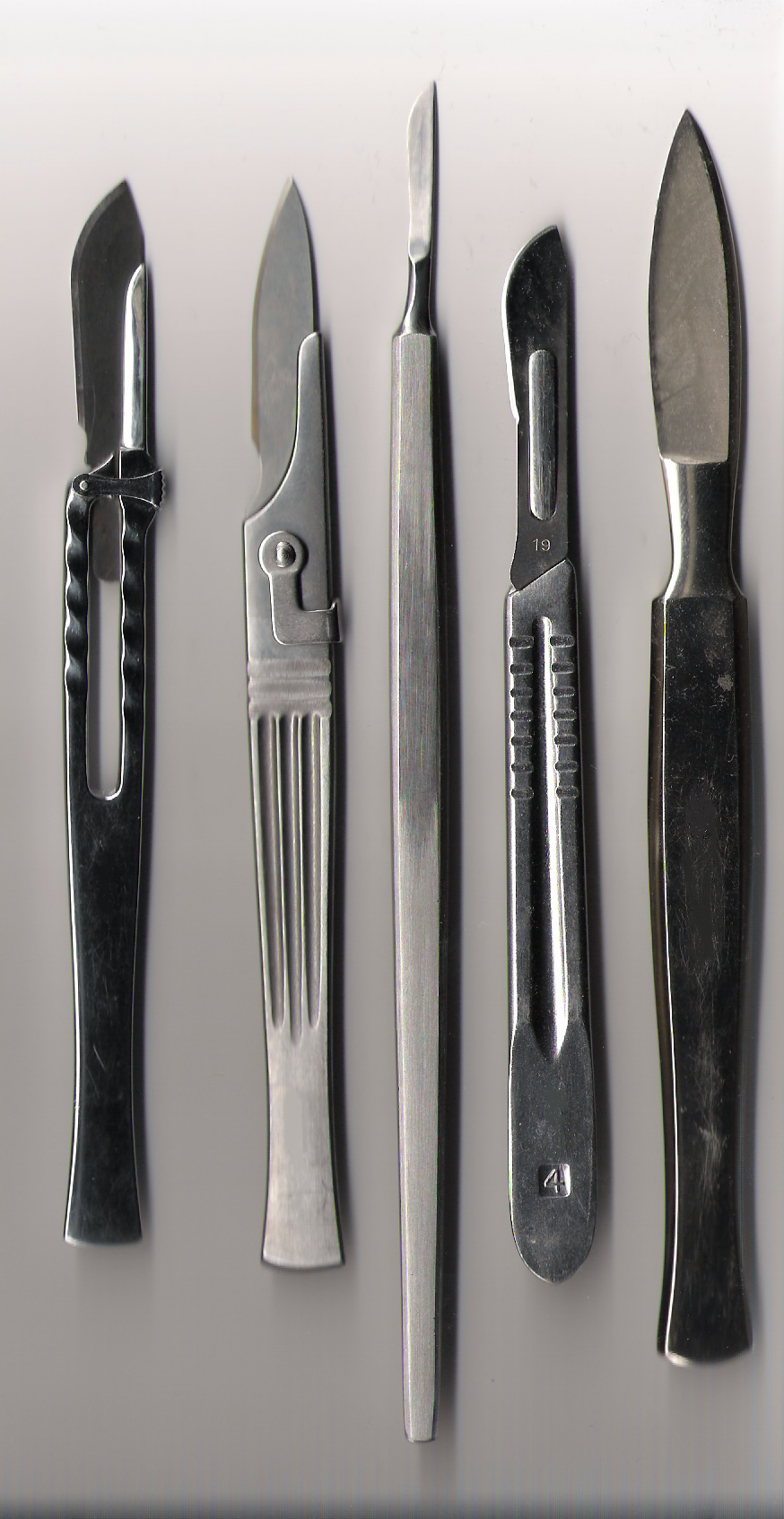
Skalpele chirurgiczne – możliwe narzędzia zbrodni

## Charakterystyka
Elementami charakterystycznymi dla thrillera medycznego są m.in.:
- akcja rozgrywająca się w środowisku powiązanym z medycyną, np. w szpitalu, klinice, kostnicy, laboratorium, koncernie farmaceutycznym itp.,
- skupienie fabuły wokół tematyki zagrożeń dla ludzkiego zdrowia i życia z powodu błędów lekarskich, rozwoju biotechnologii, biologii medycznej, bioinżynierii i inżynierii genetycznej,
- bycie pacjentem lub wykonywanie zawodu medycznego przez głównego bohatera. Może to być na przykład lekarz, pielęgniarka, patolog, antropolog kliniczny itp.,
- zawód medyczny (np. lekarz czy antropolog kliniczny) wykonywany przez autora thrillera medycznego aktualnie lub w przeszłości. Przykładami takich pisarzy są: Robin Cook, Tess Gerritsen, Michael Palmer i Kathy Reichs,
- nagromadzenie szczegółowej terminologii medycznej,
- dokładny, często uznawany za drastyczny, opis anatomii ludzkiego ciała.

## Twórcy
Do najsłynniejszych autorów powieści tego gatunku powszechnie zalicza się pisarzy takich jak Robin Cook, Tess Gerritsen, Michael Palmer, Peter Clement czy Ken McClure. W Polsce thrillery medyczne tworzą zaś np. Błażej Przygodzki, Klaudia Muniak i Jacek Caba. 
Za pierwszy thriller medyczny uznaje się wydaną w 1977 roku powieść Coma autorstwa Robina Cooka. Na jej podstawie rok później powstał wyreżyserowany przez Michaela Crichtona film pt. Śpiączka. Od tego momentu obserwuje się wzrost popularności thrillera medycznego